# Карен Ю
Карен Ю (chinois :余宛如 ; піньїнь: Wǎnrú; Wade: Yu Wan-Ju; нар.11 червня 1980 року) — тайванська політична діячка, соціальна підприємиця і піонерка справедливої торгівлі на Тайвані. Член Демократичної прогресивної партії, з 2016 року вона є членом Законодавчого юаня та зосереджується на таких питаннях, як цифровий розвиток, фінансові технології, права жінок, технологічні інновації, соціальне підприємництво, відродження регіонів тощо.

## Молодість
Ю, яка виросла у селі ветеранів у Пінтуні, є останньою дитиною у своїй родині. Вона отримала ступінь бакалаврки економіки в Національному тайваньському університеті та ступінь магістерки антропології в Лондонському університеті у Великій Британії. Після закінчення навчання Ю спочатку працювала помічницею парламентського законодавця Се, члена Циньміндану. Цей досвід дав їй зрозуміти проблеми, з якими стикається сільськогосподарський сектор Тайваню. Тоді Ю обіймала посаду менеджерки в компанії з органічного догляду за шкірою.

## До того, як піти в політику
Щоб пропагувати концепцію справедливої торгівлі на Тайвані, Ю почала перекладати відповідні академічні матеріали. У пошуках більш глибокого впливу, у 2007 році вона заснувала кав'ярню справедливої торгівлі під назвою «OKOGreen», яка є першою тайванською компанією, визнаною Fairtrade International. Заклад підтримує не тільки каву, вироблену згідно з практикою чесної торгівлі, але й забезпечення харчової справедливості, етичного споживання та захисту навколишнього середовища, співпрацюючи з Партією зелених та Центром екологічної інформації Тайваню. У 2014 році OKOGreen стало одним із перших соціальних підприємств, які були зареєстровані на Тайваньській інкубаційній біржі для компаній зі стадії запуску та прискорення. Наступного року OKOGreen орендувала резиденцію колишнього прем'єр-міністра і перетворила її на перший на Тайвані кластер соціальних підприємств, який очолив розвиток цієї галузі в країні. Ю також входила до ради Тайваньської асоціації справедливої торгівлі. Вона співпрацювала з мером міста Тайбей Ке Веньчже, у 2015 році, з метою популяризації Тайбея як міста справедливої торгівлі.

## Політична кар'єра
Ю була співголовою Партії зелених на Тайвані з 2012 по 2015 рік. Вона брала участь у парламентських виборах 2012 року як партійний кандидат у Восьмому виборчому окрузі Тайбея (округи Веньшань і Чжунчжен, але програла з 3715 голосами. На парламентських виборах 2016 року Ю стала кандидатом від Демократичної прогресивної партії і посіла восьме місце в бюлетені партії за пропорційним представництвом. Так вона отримала прохідне місце і стала членом Законодавчого юаня в 2016 році.
У Законодавчому юані Ю входить до складу фінансового комітету та в основному займається питаннями, пов'язаними зі стартапами, соціальними підприємствами, електронною комерцією, цифровою економікою та фінансовими технологіями. Крім того, вона приділяє особливу увагу вдосконаленню гендерної рівності та прав жінок.
У липні 2016 року Ю заснувала багатопартійну дипломатичну організацію для розширення обміну між Законодавчим юанем і парламентами інших країн. Наприкінці місяця Ю також запустила серію дискусій під назвою «Поговори з соціальними підприємствами», запрошуючи соціальних підприємців та законодавців обговорювати конкретні теми, пов'язані з соціальними питаннями.
У 2017 році Державний департамент Сполучених Штатів запросив Ю для участі в «Міжнародній програмі лідерів» в статусі запрошеної науковиці, яка представляє тайваньську жінку-підприємця, соціальні підприємства та справедливу торгівлю.
У березні 2017 року Ю оголосила про створення «Парламентського союзу D-Nation», організації, яка має на меті прискорити цифровий перехід на Тайвані.
У червні 2018 року Ю запустила іншу багатосторонню платформу під назвою «Парламент соціальних інновацій», яка має на меті підтримати інновації на Тайвані шляхом інтеграції різних ресурсів через цю парламентську платформу. Наступного місяця Ю запросили виступити на заході, організованому жіночою лабораторією стартапів у Силіконовій долині. Щоб сприяти розвитку індустрії блокчейну на Тайвані, Ю співпрацювала з Асоціацією розвитку гірських хребтів APAC і 10 серпня 2018 року видала «інструкцію з саморегулювання».
У лютому 2019 року Ю була запрошена Стенфордським університетом як дослідниця.

## Суперечки
У свій перший день на посаді законодавця 3 березня 2016 року Ю запропонувала переглянути внутрішні правила Законодавчого юаня, щоб дозволити законодавцям та керівникам приносити дітей віком до 3 років до парламенту на засідання. Вона сподівається, що така ініціатива може заохотити приватний сектор робити те ж саме і створити більш дружнє середовище для батьків, коли справа стосується догляду за дітьми. Але ця пропозиція викликала негативну реакцію в Інтернеті і не знайшла достатньої підтримки з боку її колег, щоб провести її через парламент.
22 листопада 2017 року Ю запропонувала Фінансовому комітету звільнені від видачі квитанції напої нижче 1000 NTD, що викликало обурення громадськості. Деякі стверджують, що це позбавить «маленького щастя» звичайного громадянина та зменшить дохід громадських груп від викупу лотерей. Офіс Ю відповів і пояснив незабаром, що законодавиця просто запропонувала, що споживання менше 1000 NTD має бути звільнено від видачі «фізичної» квитанції та використання електронного чека, щоб у громадськості завжди була можливість виграти в тайванську лотерею, і магазини все одно повинні платити податки. Мета цього переходу — зменшити кількість паперових відходів, зробити погашення лотерей зручнішим та сприяти розвитку цифрових платежів.